# 1-Bit-Architektur
Unter 1-Bit-Architektur versteht man in der elektronischen Datenverarbeitung Systeme, die in einem Arbeitstakt nur 1 Bit verarbeiten. Ein Beispiel einer echten 1-Bit-Architektur, die tatsächlich als CPU produziert und vermarktet wurde, ist die MC14500 Industrial Control Unit von Motorola. Daneben gibt es diverse akademische Designstudien für 1-Bit-Architekturen, und das logische Modell findet sich in der Programmierung wieder, das auf verschiedene Zielhardware kompiliert wird.
Typische Vertreter der 1-Bit-Architektur sind die so genannten speicherprogrammierbaren Steuerungen (SPS). Die Bezeichnung ist primär bezeichnend für die auf dem System eingesetzte Programmiersprache, zum Beispiel Anweisungsliste (AWL), sagt jedoch in aller Regel nichts über die zugrundeliegende Prozessorplattform aus. Diese kann durch Parallelisierung, Optimierung und Wandlung in Hardware zur Lösung der SPS-Programmaufgabe von 1 Bit stark abweichend sein. So kann zum Beispiel ein AWL-Programm mit 1-Bit-Logik mit einem AWL-Compiler in Maschinencode für einen 32-Bit-Prozessor (32-Bit-Architektur) übersetzt werden.
Typisches Programm für eine 1-Bit-Architektur:
- lade digitalen Eingang 1 in das 1-Bit-Register
- (ODER-)verknüpfe den Wert im 1-Bit-Register mit Eingang 2, das Resultat bleibt im Register
- schreibe den Wert im 1-Bit-Register auf Ausgang 1

Die Beschränkung des Programmiermodells auf 1 Bit erlaubt, dass eine Steuerungsaufgabe mit der geringstmöglichen Zahl benötigter Prozesselemente in ein Programm umgesetzt wird. Bei Produkten mit niedrigen Stückzahlen wird man auf einen Universalprozessor aus einem anderen Bereich zurückgreifen (etwa aus der 4-Bit- oder 8-Bit-Architektur), bei hohen Stückzahlen ist die Ausführung als Spezialchip (anwendungsspezifische integrierte Schaltung) möglich, bei dem jeder Programmschritt einzeln als 1-Bit-orientierte Transistorgruppe mit Leiterbahnen ausgedrückt wird. Die günstiger zu produzierenden FPGAs ermöglichen, dass hochsprachlich geschriebene Programme in eine Konfigurationsdatei umgesetzt werden, mit der die 1 Bit breiten orientierten Funktionselemente auf diesen Chips dynamisch verschaltet werden, die im Betrieb dann einer fest verdrahteten Programmlogik entsprechen.
1-Bit-Prozessoren wurden auch in der Supercomputerreihe Connection Machine verwendet, die jedoch massenweise parallel geschaltet waren.